# Saint-Vincent-de-Barbeyrargues
Saint-Vincent-de-Barbeyrargues este o comună în departamentul Hérault din sudul Franței. În 2009 avea o populație de 676 de locuitori.

## Evoluția populației
| An        | 1975 | 1982 | 1990 | 1999 | 2006 | 2009 |
| --------- | ---- | ---- | ---- | ---- | ---- | ---- |
| Populație | 261  | 368  | 457  | 567  | 629  | 676  |